# Campionats del món de ciclisme en ruta de 1955
Els Campionats del món de ciclisme en ruta de 1955 es disputaren el 27 i 28 d'agost a Frascati, Itàlia.

## Resultats
| Proves :                         | Or                     | Or         | Argent                          | Argent   | Bronze                     | Bronze   |
| Professionals                    |                        |            |                                 |          |                            |          |
| Cursa en línia masculina detalls | Stan Ockers · Bèlgica  | 8h 43' 33" | Jean-Pierre Schmitz · Luxemburg | + 1' 03" | Germain Derijcke · Bèlgica | + 1' 15" |
| Amateurs                         |                        |            |                                 |          |                            |          |
| Cursa en línia masculina         | Sante Ranucci · Itàlia | 5h 36' 09" | Lino Grassi · Itàlia            | m. t.    | Dino Bruni · Itàlia        | + 1' 42" |

## Medaller
| Posició | País      | Or | Plata | Bronze | Total |
| 1       | Itàlia    | 1  | 1     | 1      | 3     |
| 2       | Bèlgica   | 1  | 0     | 1      | 2     |
| 3       | Luxemburg | 0  | 1     | 0      | 1     |
| Total   | Total     | 2  | 2     | 2      | 6     |